# Dutch Open 1975
Die Dutch Open 1975 im Badminton fanden vom 7. bis zum 9. Februar 1975 in der Sporthal Beverwijk in Beverwijk statt.

## Finalergebnisse
| Disziplin    | Sieger                      | Finalist                           | Ergebnis           |
| ------------ | --------------------------- | ---------------------------------- | ------------------ |
| Herreneinzel | Flemming Delfs              | Sture Johnsson                     | 14-15, 15-0, 15-11 |
| Dameneinzel  | Gillian Gilks               | Margaret Beck                      | 11-7, 11-3         |
| Herrendoppel | Ray Stevens Mike Tredgett   | David Eddy Eddy Sutton             | 15–12, 15–9        |
| Damendoppel  | Nora Gardner Susan Whetnall | Marjan Luesken Joke van Beusekom   | 15–3, 15–5         |
| Mixed        | David Eddy Susan Whetnall   | Wolfgang Bochow Marieluise Zizmann | 15–8, 15–3         |